# Francesco Marchisano
Francesco Marchisano, né le 25 juin 1929 à Racconigi, dans la province de Coni (Piémont, Italie) et mort le 27 juillet 2014, est un cardinal italien de l'Église catholique romaine, président émérite du Bureau du travail du Siège apostolique.

## Biographie

### Formation
Il est titulaire d'une licence en Écriture sainte et d'un doctorat en théologie.
Il a été ordonné prêtre pour le diocèse de Turin le 29 juin 1952 par le cardinal Maurilio Fossati.

### Prêtre
Il est au service de la Curie romaine dès 1969.  Avant d'être consacré évêque, il a été pendant près de 20 ans sous-secrétaire de la Congrégation pour l'éducation catholique.

### Évêque
Nommé secrétaire de la Commission pontificale pour le patrimoine culturel de l'Église le 6 octobre 1988, il a été consacré le 6 janvier 1989 par le pape Jean-Paul II. 
Le 4 septembre 1991, il devient président de la Commission pontificale pour l'archéologie sacrée et le 4 mai 1993 président de Commission pontificale pour l'héritage culturel de l'Église.
En 1994, il est élevé à la dignité d'archevêque.
En 2002, il devient président de la Fabrique de Saint-Pierre et archiprêtre de la basilique Saint-Pierre. Il renonce à ces fonctions en 2004 pour la première et 2006 pour la seconde.
Il succède le 5 février 2005 au cardinal Jan-Pieter Schotte à la présidence du Bureau du travail du Siège apostolique, charge qu'il assume jusqu'au 3 juin 2009, quelques jours après son 80e anniversaire.

### Cardinal
Lors du consistoire du 21 octobre 2003, il est créé cardinal par Jean-Paul II avec le titre de cardinal-diacre de S. Lucia del Gonfalone.
Pour la Curie romaine, il est également membre de la Congrégation pour l'éducation catholique, du Conseil pontifical pour la culture, du Conseil pontifical pour la promotion de l'unité des chrétiens et de la Commission pontificale pour le patrimoine culturel de l'Église.
Il participe au conclave de 2005 qui voit l'élection du pape Benoît XVI, mais il perd sa qualité d'électeur le jour de ses 80 ans le 25 juin 2009, c'est pourquoi il ne participe pas au conclave de 2013 (élection de François)
Le 12 juin 2014, il est élevé à l'ordre des cardinaux-prêtres.